# فيتش أربوليدا
فيتش أربوليدا (4 يناير 1993 برومبلون في الفلبين - ) هو لاعب كرة قدم فلبيني في مركز الوسط.

## وصلات خارجية
- فيتش أربوليدا على موقع قاعدة بيانات كرة القدم.إي يو (الإنجليزية)
- فيتش أربوليدا على موقع ناشيونال فوتبول تيمز (الإنجليزية)